# 花みょうが

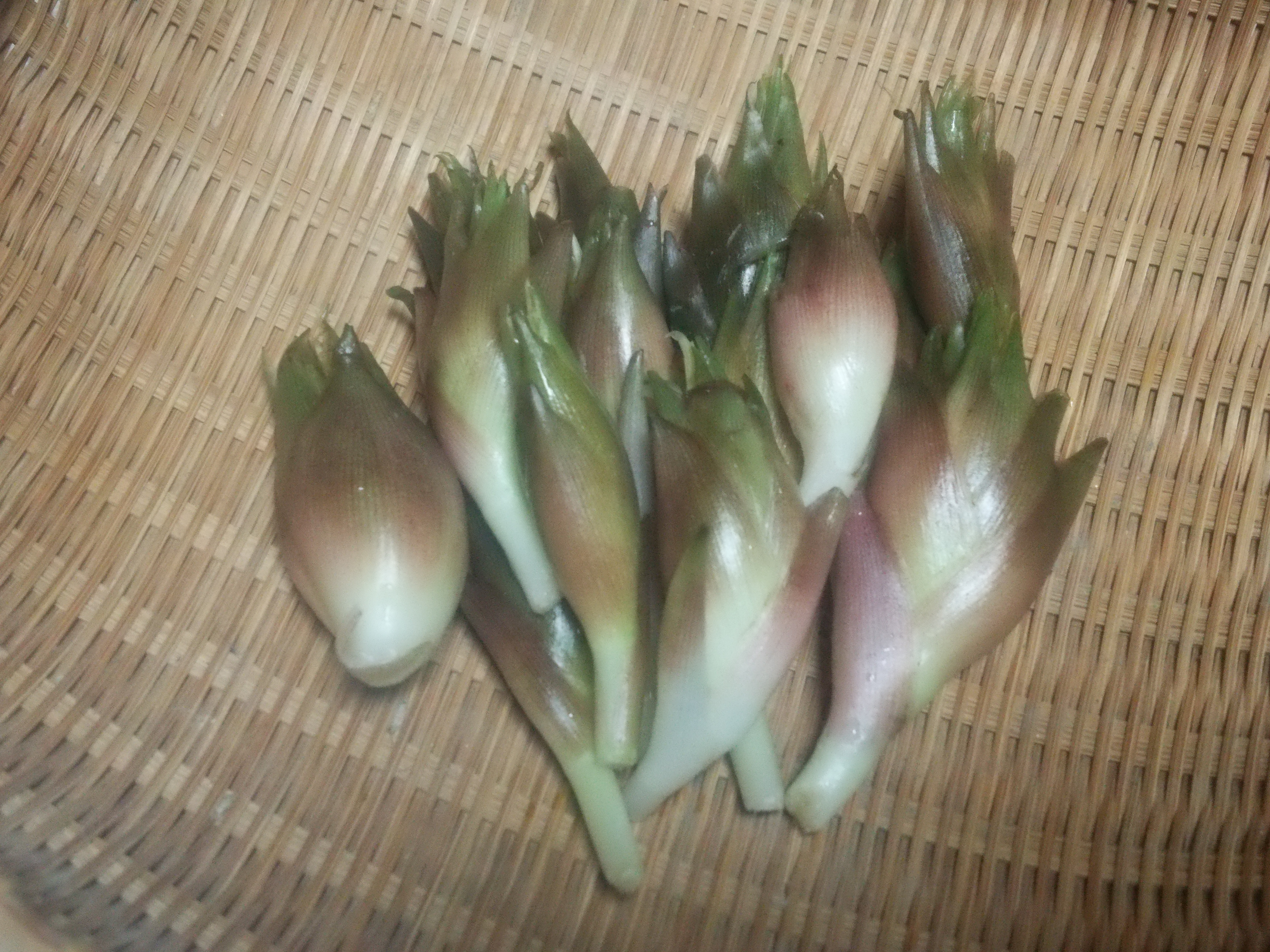
大和伝統野菜「花みょうが」

花みょうが（はなみょうが）は、ショウガ科の多年草であるミョウガで、食材となる花穂のこと。古くから栽培され、親しまれてきた伝統野菜の一つとして奈良県により「大和野菜」に認定されている。

## 歴史
ミョウガは、すでに3世紀頃から我が国でも栽培されていたと言われる。魏志倭人伝に記された倭国の様子には、「薑・橘・椒・蘘荷があるが、美味しいのを知らない」とあり、3世紀にミョウガがあったことが分かる。
奈良市の平城京長屋王邸宅跡から出土した木簡に「進物　加須津毛瓜　醤津毛瓜　醤津名我（ひしおづけみょうが）　加須津韓奈須比　右種四物　九月十九日」とあり、奈良時代にミョウガを醤漬けにして食べていたことが確認できる。
1176年（安元2年）の『東大寺文書』四ノ五十二に「白米六斗進上茗荷一蕗青菜苣大笋少少小笋暑預二柄山老五升小豆四升白豆五合串柿九串」の記述がある。
五條市では古くから栽培が行われている。五條市史は、「元戸長や区長宅に保存している記録により地区別に特色あるものを記してみると、明治6年の大深　ミョウガ八十貫、明治15年の樫辻　ミョウガ六十貫」と述べている。
1891年（明治24年）の『大和国町村誌集』には「宇智郡坂合部村樫辻　茗荷六拾貫目」と記録がある。
五條市大深の上岡国太郎が大正時代にミョウガ栽培の研究をはじめたといわれ、ミョウガ栽培の元祖とされる。
2005年（平成17年）10月5日、奈良県から大和の伝統野菜として 「大和野菜」 に認定された。

## 特徴
- 若芽が成長するとショウガのような細長い葉が生え、茎葉は約1ｍになるが、茎の先端は「偽茎」と呼ばれ花が咲かない。
- 夏と秋に茎の近くの地面から出る紡錘状の花穂の部分を食用にする。内部には花のつぼみが数個から10個程度入っている。
- 花みょうがの出荷時期は夏（7月下旬～8月中旬）と秋（9月中旬～10月上旬）に分かれている。秋みょうがは夏みょうがに比べて硬めで形がくずれにい。
- ふっくらと大ぶりで、表面はほんのりピンク色の鮮やかな光沢がある。秋を告げる味覚として、シャキシャキした食感と独特の風味に優れ、薬味や漬物用に高級食材とする。

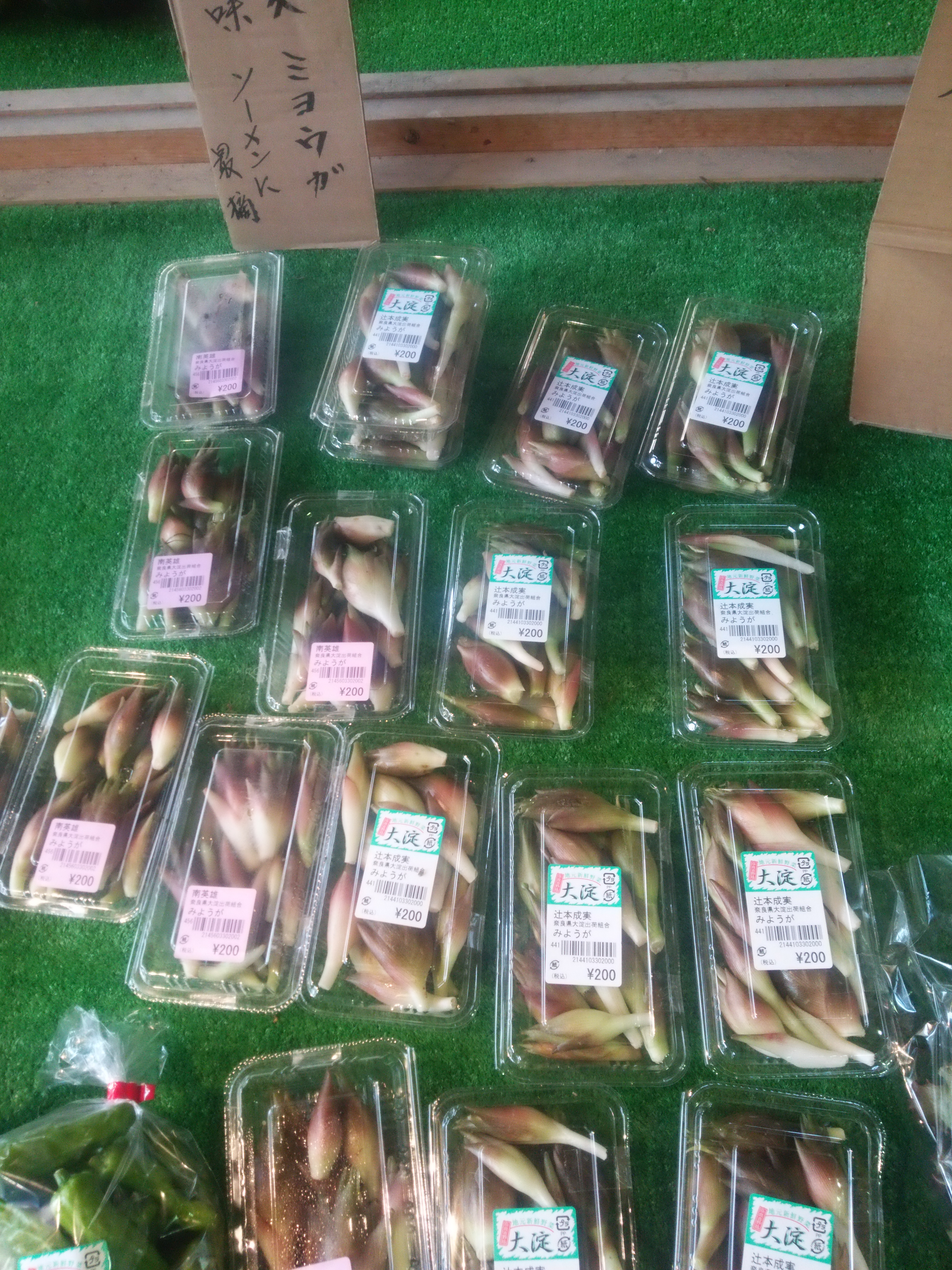
直売所に並ぶ「はなみょうが」

## 産地
五條市を中心に吉野郡下市町、大淀町など、吉野川流域が主産地。昼夜の寒暖差と降水量に恵まれる標高500～600mの北西斜面の山裾に畑が点在する。五條市大深町の大深出荷組合では約40戸の農家が合計約3ヘクタールの畑で植えている。2012年（平成24年）の統計では、奈良県内で242tが出荷されている。全国ではハウス栽培が盛んな高知県の生産量が圧倒的であるが、露地物に限れば奈良県が全国1位で24.8%を生産する。
雑草の繁殖を防ぎ、日光を遮断して花蕾をピンク色にするため、畑全体に藁を敷いて無農薬で栽培される。県内をはじめ京阪神の料理店や漬物屋に直接卸したり、卸売市場を経由して店頭に並ぶ。

## 利用法
酢漬け、ぬか漬けなど漬物をはじめ、他の夏野菜といっしょに和え物や酢の物、塩もみ、サラダ、マリネなどにすると清々しい風味と歯ざわりがアクセントになる。素麺や蕎麦、冷奴の薬味などに使うと香りが引き立つ。天ぷらや素揚げ、味噌田楽にして揚げたて焼きたてを食べると香りが楽しめる。
味噌汁の実としては、ナスとの相性が良い。「みょうがの卵とじ」「みょうがの炊き込みご飯」は産地の人々になじみ深い。